# Spy (2015)
Spy is een Amerikaanse komische actiefilm uit 2015, geregisseerd door Paul Feig.

## Verhaal
De CIA-analist Susan Cooper verruilt haar kantoorbaan voor het werk als spion, om een duister zaakje op te lossen dat veroorzaakt is door een wapenhandelaar. Op geheel eigen wijze gaat ze deze gevaarlijke missie uitvoeren om zo een wereldwijde ramp te voorkomen.

## Rolverdeling
| Acteur           | Personage            |
| ---------------- | -------------------- |
| Melissa McCarthy | Susan Cooper         |
| Rose Byrne       | Rayna Boyanov        |
| Jason Statham    | Rick Ford            |
| Jude Law         | Bradley Fine         |
| Miranda Hart     | Nancy B. Artingstall |
| Bobby Cannavale  | Sergio De Luca       |
| Richard Brake    | Solsa Dudaev         |
| 50 Cent          | Zichzelf             |
| Verka Serduchka  | Zichzelf             |
| Nargis Fakhri    | Lia                  |

## Prijzen en nominaties
De film werd genomineerd voor een Golden Globe in de categorie beste komische of muzikale film en McCarthy voor die in de categorie beste actrice in een komische of muzikale film.